# Arctornis galanthina
Arctornis galanthina är en fjärilsart som beskrevs av Lambertus Johannes Toxopeus 1948. Arctornis galanthina ingår i släktet Arctornis och familjen tofsspinnare. Inga underarter finns listade i Catalogue of Life.